# ایاد مادیش
ایاد مادیش (انگلیسی: Ijad Madisch; ۷ اکتبر ۱۹۸۰ – ) اهالی کسب‌وکار اهل آلمان است. او یک ویروس‌شناسی بود که ریسرچ‌گیت را بنیان گذاشت و هم‌اکنون مدیر عامل اجرایی آن است.
ایاد مادیش در ولفسبورگ در خانواده ای سوری که به آلمان مهاجرت کرده بودند به دنیا آمد. برادر بزرگتر او احمد مادیش، استاد و پزشک ارشد در بیمارستان سیلوآه در هانوفر است.